# Шейзар
Шейзар (араб. شيزر‎; на современном арабском Сайжар; эллинистическое название: Лариса в Сирии) — деревня (ранее город) на севере Сирии в провинции Хама, расположенная к северо-западу от города Хама. Рядом расположены Мухрада, Тремсех, Кафр Худ, Хунайзир и Хальфая. По данным Центрального бюро статистики Сирии (CBS), численность населения Шейзара по данным переписи 2004 года составляла 5 953 человека.
Во время крестовых походов город был крепостью, управляемой семьей Бану Мункид. В этот период он играл важную роль как для христиан, так и для мусульман.

## Место нахождения
Шейзар расположен в стратегически важном пункте на реке Оронт, в 28 км к северо-западу от Хамы.

## Эволюция названия

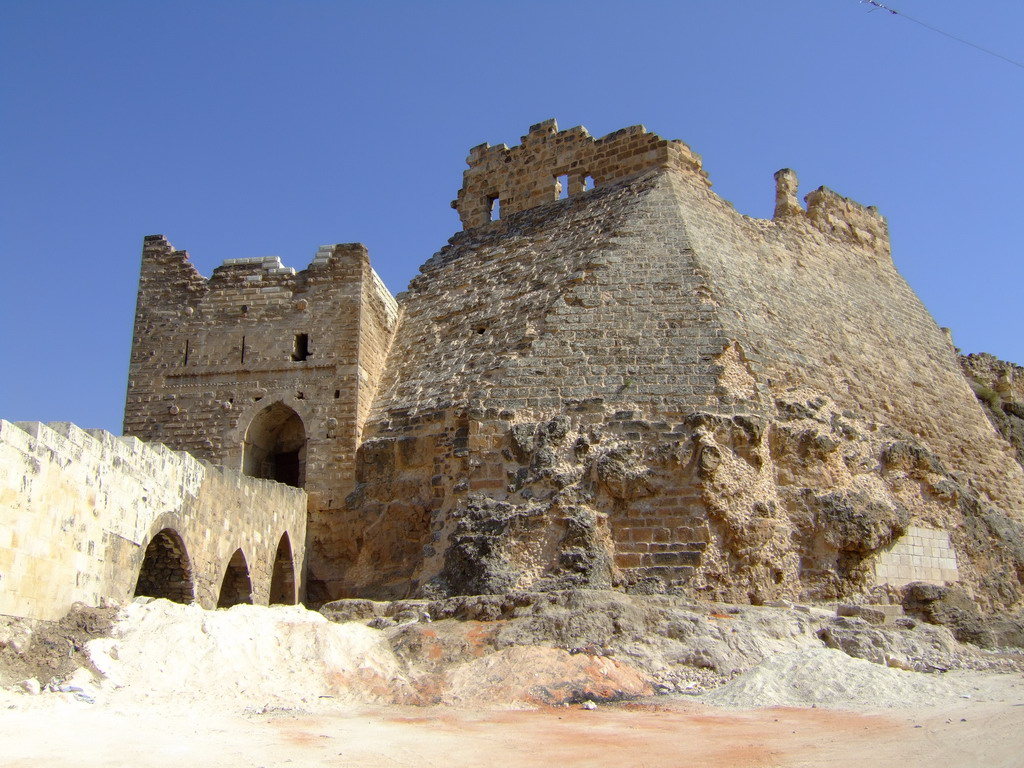
Крепость Шейзар

В амарнском архиве (14 век до н. э.) он упоминается как Сензар или Сезар.
Грекам он была известен как Сидзара, но во времена империи Селевкидов его переименовали в Ларису, в честь одноименного города в Фессалии, откуда были родом многие колонисты.
Он вернулся к своему более раннему названию во времена Римской империей и был известен как Сезер в Византийской империи.
Крестоносцы произносили название города на латыни как Кесария (Caesarea). Ранее это название не использовалось, и было дано крестоносцами, которые спутали этот город с Кесарией Мазака, местом, известном в христианской истории как родина святого Василия Кесарийского.
Руины Шейзара на современном арабском языке известны как Сайжар.

## История

### Бронзовый век
Шейзар упоминается как Сензар или Сезар в амарнском архиве (14-й век до н.э).

### Эллинистический период
Регион был завоеван Александром Македонским в 333—332 гг. до н. э. Диодор Сицилийский (первый век до н. э.) записал местные легенды, приписывающие основание города одному из его кавалерийских полков родом из Фессалии. Во времена династии Селевкидов город был переименован в Ларису, в честь города в Фессалии, из которого были родом многие колонисты.

### Римский период
Римские войска во главе с Помпеем завоевали Сирию в 64 г. до н. э.
Сирия была на короткое время оккупирована республиканско-парфянскими войсками при парфянском князе Пакоре I.

### Византийский и раннеарабский периоды
Город был частью Византийской империи; в то время он назвался Сезер.
В 638 году Шейзар был захвачен арабами, и после этого часто переходил от арабов к византийцам и назад. Он был разграблен в 969 году византийским императором Никифором II, а в 999 году захвачен Василием II, после чего стал южной границей Византийской империи и управлялся епископом Шейзара. К тому времени, как византийцы захватили город, в нём находился замок Фатимидов.
Он перешёл к Бану Мункид в 1081 году, когда Али ибн Мункид купил его у епископа. Византийцы осаждали его много раз после этого, но так и не смогли вернуть себе.

### Крестоносцы
Крестоносцы прибыли в Сирию в 1098 году во время Первого крестового похода. Войны между государствами крестоносцев и правителями Бану Мункид в Шейзаре чередовались с союзами.

### Шейзар под управлением мункидитов (1081—1157)

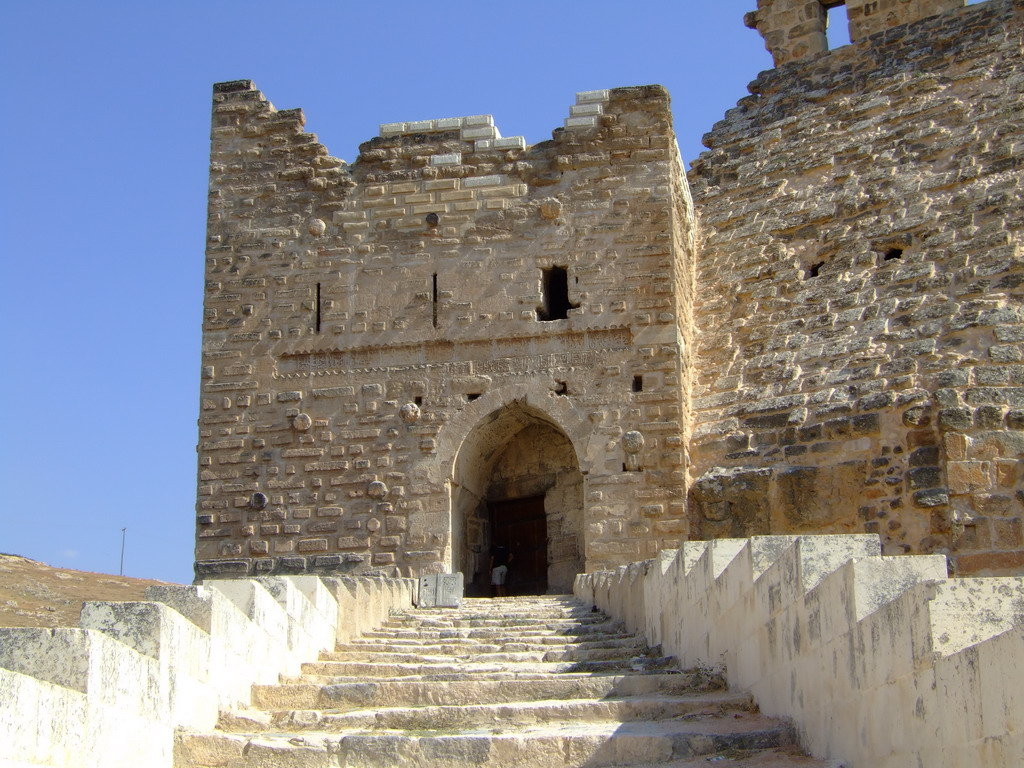
Крепость Шейзар

Мункидиты контролировали территорию к востоку от Шейзара, через горы Аль-Ансария до побережья Средиземного моря, от прибрежного города Латакия на севере до Тортосы на юге.
Во время Первого крестового похода эмир помог крестоносцам пройти через его землю, снабдив их лошадьми и едой. После крестового похода его государство стало граничить с Антиохийским княжеством крестоносцев и подвергалось набегам как из Антиохии, так и из графства Триполи.
Когда крестоносцы в 1106 году на короткое время завоевали Калъат-эль-Мудик, крепость к северо-западу от Шейзара, возвышающуюся над древней Апамеей, клан Бану Мункидов угрожал им из своей цитадели в Шейзаре.
В 1106 году эмиры мункидитов Муршид и Султан победили графа Триполи Гильома Иордана, а в 1108 и 1110 годах им пришлось подкупить Танкреда Антиохийского, чтобы тот ушёл. В 1111 году Танкред, Болдуин I и граф Бертран осаждали Шейзар в течение двух недель, но вернулись домой, когда армия Маудуда из Мосула перекрыла им доступ к еде и воде. Тем не менее, Танкред построил замок поблизости на Телль ибн Ма’шар, чтобы держать крепость Шейзара под пристальным наблюдением.
Когда Ридван Алеппо умер в 1113 году, Шейзар подвергся нападению со стороны его сторонников-ассасинов. Шейзар участвовал в кампании Ильгази против Антиохии в 1119 году. Когда Болдуин II Иерусалимский был взят в плен Артукидами за пределами Эдессы в 1123 году, его держали в Шейзаре до его освобождения в следующем году; в качестве выкупа он был вынужден оставить свою дочь Иовету в качестве заложника, и она также содержалась в Шейзаре до её собственного выкупа в 1125 году. Поскольку Шейзар был дружественным государством, Болдуину было позволено навестить там свою дочь, но Шейзар также был дружественным по отношению к своим соседям-мусульманам, и в 1125 году был включен в территорию Бурсука (Ак Сункур аль-Бурсуки) из Мосула. Когда Занги в 1127 году воцарился в Мосуле и захватил Алеппо, Шейзар признал его сюзеренитет.
В 1137 году византийский император Иоанн II Комнин прибыл, чтобы наложить византийскую власть на Антиохию, и пообещал Раймунду из Антиохии княжество, состоящее из Шейзара, Алеппо, Хомса и Хамы, если Антиохию вернут Империи. В апреле византийская армия осадила Шейзар, но Раймунд и Жослен II из Эдессы не помогли императору. В мае прибыл Занги и освободил крепость. Эмир предпочел подчиниться византийцам, а не Зангу, и предложил признать Иоанна своим повелителем. На деле ни Иоанн, ни Занги никогда не правили в Шейзаре, и город оставался независимым.
Эмират просуществовал до мощнейшего землетрясения 1157 года, во время которого цитадель рухнула, убив почти всю семью, которая собралась там отпраздновать обрезание. Единственными выжившими из всей семьи были жена эмира и племянник эмира Усама, знаменитый поэт-рыцарь, который находился с дипломатической миссией в Дамаске.

#### Описание города
Описывая осаду Шейзара крестоносцами в 1157 году, Гийом Тирский пишет:
Город Шайзар лежит на той же реке Оронт, которая протекает через Антиохию. Некоторые называют его Кесарией, и полагают, что это известный мегаполис Каппадокии, которым когда-то руководил выдающийся учитель Василий; но те, кто придерживается этой точки зрения, серьёзно заблуждаются. Ибо Кесария находится в пятнадцати или более днях пути от Антиохии. Этот город находится в Келесирии, провинции, которая отделена от Каппадокии множеством других провинций. И зовётся он не Кесария, а скорее Кесара. Это один из городов, управляемых суффраганом из Антиохийского патриархата. Город весьма удобно расположен. Нижняя его часть простирается вдоль равнины, в то время как в верхней части на возвышенности находится цитадель, длинная, но довольно узкая. Она хорошо укреплена, поскольку в дополнение к её естественной защите с одной стороны её оберегаетрека, а с другой город, так что она полностью неприступна.
Фульхерий Шартрский, очевидец осады в 1111 году, не знал классического римского или греческого названия этого места и отметил, что турки называли его «Сисара», «но жители страны обычно называют его Чезар».

#### Жизнь в городе
Что касается граждан, Гийом пишет, что они «мало знали об оружии; их внимание было почти полностью посвящено торговле». Многие из них были христианами, которых Гийом считал страдающими рабами при своих мусульманских правителях, но мункидхиты, похоже, были терпимыми хозяевами, так что и христиане, и мусульмане различных сект жили там мирно.
Очень живописный рассказ о жизни в Шейзаре и других местах мусульманского мира был написан принцем Усамой под названием Китаб аль-Иътибар и дает глубокое понимание жизни мусульман в 12 веке.
Эмиры мункидитов изображаются как покровители литературы, которые наслаждаются охотой и другими видами спорта, а также занимаются войной и переговорами о мире со своими христианскими и мусульманскими соседями.

#### Мункидитские правители Шейзара
- Муклис ад-Даула Абу-ль-Мутаввадж Мукаллад ибн Наср ибн Мункид (иктадар в 1025—1059)
- Садид аль-Мульк Абу-ль-Хасан Али ибн Мукаллад ибн Наср ибн Мункид (эмир в 1059—1082)
- Изз ад-Даула Абу-ль-Мурхаф Наср ибн Али (эмир в 1082—1098)
- Тадж ад-Даула Абу-ль-Асакир Султан ибн Али (эмир в 1098—1154)
- Тадж аль-Мульк Мухаммад ибн Султан (эмир в 1154—1157).

#### Усама ибн Мункыз
Усама ибн Мункыз (Мункид) был средневековым мусульманским поэтом, писателем, фарисом (рыцарем) и дипломатом из династии Бану Мункидов в Шейзаре на севере Сирии. Он был свидетелем роста нескольких средневековых мусульманских династий, прибытия Первого крестового похода и создания государств крестоносцев. Усама родился в Шейзаре, провинция Шейзер. Он был племянником и потенциальным преемником эмира Шейзара, но был сослан в 1131 году и провел остаток своей жизни, служа другим лидерам. Он был придворным буридов, зангидов и айюбидов в Дамаске, служивший Занги, Нур ад-Дину и Саладину в течение почти пятидесяти лет. Он также служил в суд Фатимидов в Каире, а также Артукидов в Хасанкейфе. Много путешествовал по арабским землям, посещал Египет, Сирию, Палестину и земли вдоль реки Тигр, совершал паломничество в Мекку. Он часто вмешивался в политику судов, в которых он служил, и был изгнан из Дамаска и Каира.
Во время своей жизни и сразу же после смерти он был весьма известен как поэт и адаб («человек букв»). Он написал много поэтических сборников, таких как «Китаб аль-ъаса» («Книга посоха»), «Любаб аль-Адаб» («Ядра очищения») и «Китаб ал-маназил ва-д-дийар» («Книга стоянок и жилищ»), и сборники собственной поэзии. В наше время его больше помнят за его «Китаб аль-Иътибар» («Книга обучения на примере», «Книга созерцания» или «Книга назидания»), в которой содержатся пространные описания крестоносцев, с которыми он много раз общался, и некоторых из которых он считал друзьями.
Почти вся его семья погибла в результате землетрясения в Шейзаре в 1157 году. Он умер в Дамаске в 1188 году, в возрасте 93 лет.

### Ассасинский, зангидский и мамлюкский периоды (1158—1260)
Контроль над руинами установили ассасины; позже они были побеждены крестоносцами в 1158 году, но разногласия заставили крестоносцев отказаться от осады. После этого Нур ад-Дин Занги включил остатки города в свою территорию и восстановил его. Шейзар был снова разрушен землетрясением в 1170 году, а руины были захвачены Саладином в 1174 году. Они были восстановлены снова, но в 1241 году город был разграблен хорезмийцами. Мамлюкский султан Бейбарс захватил и перестроил его в 1260 году.

### Современный период
Шейзарская крепость в настоящее время необитаема.